# Шолаккаргалы
Шолаккаргалы (каз. Шолаққарғалы) — село в Жамбылском районе Алматинской области Казахстана. Входит в состав Шолаккаргалинского сельского округа. Код КАТО — 194283300.

## Население
В 1999 году население села составляло 424 человека (210 мужчин и 214 женщин). По данным переписи 2009 года, в селе проживало 528 человек (266 мужчин и 262 женщины).

## История
Входило в состав совхоза Прогресс (Заготскот).